# いつか何処かで (I FEEL THE ECHO)
「いつか何処かで (I FEEL THE ECHO)」（いつかどこかで アイ・フィール・ジ・エコー）は、桑田佳祐の楽曲。自身の2作目のシングルとして、タイシタレーベルから8cmCD・7インチレコード・カセットテープで1988年3月16日に発売された。
2001年6月25日に12cmCDとして再発売されている。2016年2月26日にはダウンロード配信、2019年12月20日にストリーミング配信を開始した。

## 背景・チャート成績
前作「悲しい気持ち (JUST A MAN IN LOVE)」から5か月ぶりに発売された作品。前作に引き続き、小林武史と藤井丈司がアレンジで参加している。
オリコンによる累計売上枚数は24万枚を記録している。

## 収録曲
- 収録時間：10:44

1. いつか何処かで (I FEEL THE ECHO) (5:22)
（作詞・作曲：桑田佳祐 / 編曲：小林武史 with 桑田佳祐、藤井丈司）
日本航空「JAL '88 沖縄キャンペーン」イメージCMソング。映画『彼女が水着にきがえたら』挿入歌[注釈 1]。ユニクロ「Life Wear/きれリラ 雨やどり編」CMソング[注釈 2]。
ミュージック・ビデオの内容はジャケット撮影やCM撮影の合間やメイキング映像を集めたものが中心である。ビデオコンサートの映像を使用しているため、途中「'88 JAL CMソングとして現在放送中。」のテロップが流れる[6]。
映画『彼女が水着にきがえたら』は主題歌・挿入歌がサザンオールスターズの楽曲で構成されており、桑田のソロ作品で使用されたのはこの曲が唯一である。これは脚本を担当した一色伸幸が制作にあたりサザン・桑田の楽曲を聴き込んだ際に本楽曲を気に入ったことがきっかけであり、本楽曲をどうしても使いたいと桑田に頼んだところ「いいよ、あれもいい曲だね」というニュアンスで承諾されたという[7]。
2. SHE'S A BIG TEASER (5:22)
（作詞：Tommy Snyder & 桑田佳祐 / 作曲：桑田佳祐 / 編曲：桑田佳祐 & 藤井丈司 & Sammy Merendino & T.Bone Wolk）
日本コカ・コーラ キャンペーンソング。
同キャンペーン企画により、ホール&オーツと共同でニューヨークのザ・ヒット・ファクトリーでレコーディングされた[8]。その後ルイジアナ州ニューオーリンズ郊外のティボドーでMVを収録した[8]。MV（別ミックス）およびそのメイキング映像が収録されたビデオテープが抽選でプレゼントされた。本楽曲のレコーディングは全編英語で行われ、ホール&オーツとも英語でコミュニケーションをしたため、桑田にとって相当なストレスだったらしく、胃潰瘍になってしまったという[9]。

## 参加ミュージシャン
- いつか何処かで （I FEEL THE ECHO）
  - 桑田佳祐:Vocals, Chorus
  - 小林武史:Keyboards, Synthesizer
  - 藤井丈司:Drums & Synthesizer Programming, Sequencing, Computer Programming
  - 原田末秋:Electric & Acoustic Guitars
  - そうる透:Mallet Cymbals
- SHE'S A BIG TEASER
  - 桑田佳祐:Vocals, Chorus
  - DARYL HALL & JOHN OATES:Chorus （Appearing by coutesy from ARISTA RECORDS Inc.）
  - Sammy Merendino:Computer Programming
  - 藤井丈司:Computer Programming
  - 松田弘:Drums, Percussions
  - Ricky Peterson:Keyboards
  - Pat Burchman:Guitars
  - 河内淳一:Guitars

## 収録アルバム
| 曲名                             | 作品名                     |
| -------------------------------- | -------------------------- |
| いつか何処かで (I FEEL THE ECHO) | Keisuke Kuwata             |
| いつか何処かで (I FEEL THE ECHO) | フロム イエスタデイ        |
| いつか何処かで (I FEEL THE ECHO) | TOP OF THE POPS            |
| いつか何処かで (I FEEL THE ECHO) | I LOVE YOU -now & forever- |
| いつか何処かで (I FEEL THE ECHO) | いつも何処かで             |
| SHE'S A BIG TEASER               | フロム イエスタデイ        |

## ミュージック・ビデオ収録作品
| 曲名                             | 作品名                                                |
| -------------------------------- | ----------------------------------------------------- |
| いつか何処かで (I FEEL THE ECHO) | D.V.D. WONDER WEAR 桑田佳祐ビデオクリップス2001〜2002 |
| SHE'S A BIG TEASER               | MVP                                                   |

## ライブ映像作品
| 曲名                             | 作品名                                                                  |
| -------------------------------- | ----------------------------------------------------------------------- |
| いつか何処かで (I FEEL THE ECHO) | 桑田さんのお仕事 07/08 〜魅惑のAVマリアージュ〜                         |
| いつか何処かで (I FEEL THE ECHO) | 桑田佳祐 LIVE TOUR & DOCUMENT FILM 「I LOVE YOU -now & forever-」完全盤 |
| いつか何処かで (I FEEL THE ECHO) | お互い元気に頑張りましょう!! -Live at TOKYO DOME-                       |
| SHE'S A BIG TEASER               | 未収録                                                                  |

## カバー
いつか何処かで (I FEEL THE ECHO)
- 1991年：デイビッド・ロイ（呂方）- 香港の歌手。広東語による「月兒能做證」としてアルバム『地久天長』に収録されている。